# Agrotis orbiculella
Agrotis orbiculella är en fjärilsart som beskrevs av Embrik Strand 1921. Agrotis orbiculella ingår i släktet Agrotis och familjen nattflyn. Inga underarter finns listade i Catalogue of Life.